# 폴 인스
폴 에머슨 칼라일 인스(영어: Paul Emerson Carlyle Ince, 1967년 10월 21일 ~ )는 잉글랜드의 전 축구 선수이자 축구 감독이다. 그는 선수 시절 웨스트햄 유나이티드, 맨체스터 유나이티드, 인테르나치오날레, 리버풀, 미들즈브러, 울버햄프턴 원더러스, 스윈던 타운, 메이클즈필드 타운에서 활약했으며, 잉글랜드 축구 국가대표팀 일원으로 53경기에 출전했다. 은퇴 이후에는 감독 생활로 축구 경력을 이어나갔다.
인스는 맨체스터 유나이티드 시절 주장 완장을 찬 적이 있는데, 이는 잉글랜드 팀 역사상 최초의 주장 역할을 한 흑인으로 기록되었다. 또한 2008년 블랙번 로버스의 사령탑을 맡으면서 잉글랜드 축구 역사상 최초의 최상위 리그 팀을 맡은 흑인 감독으로 기록되었다.

## 수상 경력

### 선수

#### 맨체스터 유나이티드
- 프리미어리그: 1992-93, 1993-94
- FA컵: 1989-90, 1993-94
- 리그컵: 1991-92
- 채리티 쉴드: 1990, 1993, 1994
- 유로피언컵 위너스컵: 1990-91
- 유로피언 슈퍼컵: 1991

#### 울버햄튼
- 퍼스트 디비전 플레이오프 : 2003

#### 잉글랜드
- 투르누아 드 프랑스: 1997

### 감독

#### 밀턴 케인스 돈스
- 풋볼리그 투: 2007-08
- 풋볼리그 트로피: 2007-08

### 개인
- PFA 올해의 팀 : 1992-93, 1993-94, 1994-95
- 프리미어리그 10주년 자국 베스트 : 2002
- 프리미어리그 이 달의 선수 1회
- 웨스트햄 올해의 선수: 1988-89
- 맨유 올해의 선수: 1992-93
- 챔피언십 이 달의 감독 1회
- 풋볼리그 투 이 달의 감독 4회